# Søren Lerby
Søren Lerby, né le 1er février 1958 à Copenhague, est un footballeur et entraîneur danois devenu par la suite agent de joueurs. Il fait partie du Club van 100.

## Biographie
Né au Danemark, c'est pourtant aux Pays-Bas que Lerby est formé. C'est, en effet, le célèbre Ajax Amsterdam qui peut se targuer d'avoir lancé le jeune Lerby. Polyvalent, il peut évoluer en milieu gauche, mais aussi en milieu relayeur. International à seulement 20 ans, il remporte cinq fois le championnat des Pays-Bas. C'est ensuite vers l'Allemagne et le grand Bayern qu'il se dirige. Il y reste trois ans remportant deux fois la Bundesliga. C'est enfin Stefan Kovacs alors entraîneur de l'AS Monaco qui le fait venir en France. Sur le rocher, Lerby ne remporte pas de titre, et déçoit par ses performances et son comportement. Il ne reste qu'une année. Il décide de retourner finir sa carrière dans son pays formateur. Néanmoins, c'est cette fois au PSV Eindhoven qu'il signe. Bonne pioche puisque dès sa première saison, il remporte la première ligue des champions de l'histoire du club, sa première victoire en coupe d'Europe. Il reste comme un des meilleurs joueurs danois de tous les temps.
Sa carrière de joueur terminée, il se lance dans une courte carrière d'entraîneur. Il mène, en effet, le Bayern Munich pendant une saison. Par la suite, il devient agent de joueur.

### Palmarès (joueur)
- Vainqueur de la Ligue des champions : 1988 (PSV Eindhoven).
- Champion des Pays-Bas : 1977, 1979, 1980, 1982, 1983 (Ajax Amsterdam), 1988 (9 buts) et 1989 (PSV Eindhoven).
- Vainqueur de la Coupe des Pays-Bas : 1979, 1983 (Ajax Amsterdam), 1988, 1989 et 1990 (PSV Eindhoven).
- Champion d'Allemagne : 1985 et 1986 (Bayern de Munich).
- Vainqueur de la Coupe d'Allemagne : 1986 (Bayern de Munich).
- Meilleur buteur de la Ligue des Champions : 1980 (10 buts) (Ajax Amsterdam).
- 67 sélections et 10 buts avec l'équipe du Danemark entre 1983 et 1987[1].

## Entraîneur

### Carrière (entraineur)
- 1991-1992 : Bayern Munich ( Allemagne).